# Quéven
Quéven is een gemeente in het Franse departement Morbihan (regio Bretagne). De gemeente telde 8.906 inwoners op 1 januari 2022. De plaats maakt deel uit van het arrondissement Lorient en is een van de 25 gemeenten in het gemeentelijk samenwerkingsverband Lorient Agglomération.

## Geografie
De oppervlakte van Quéven bedroeg op 1 januari 2022 23,93 vierkante kilometer; de bevolkingsdichtheid was toen 372,2 inwoners per km².

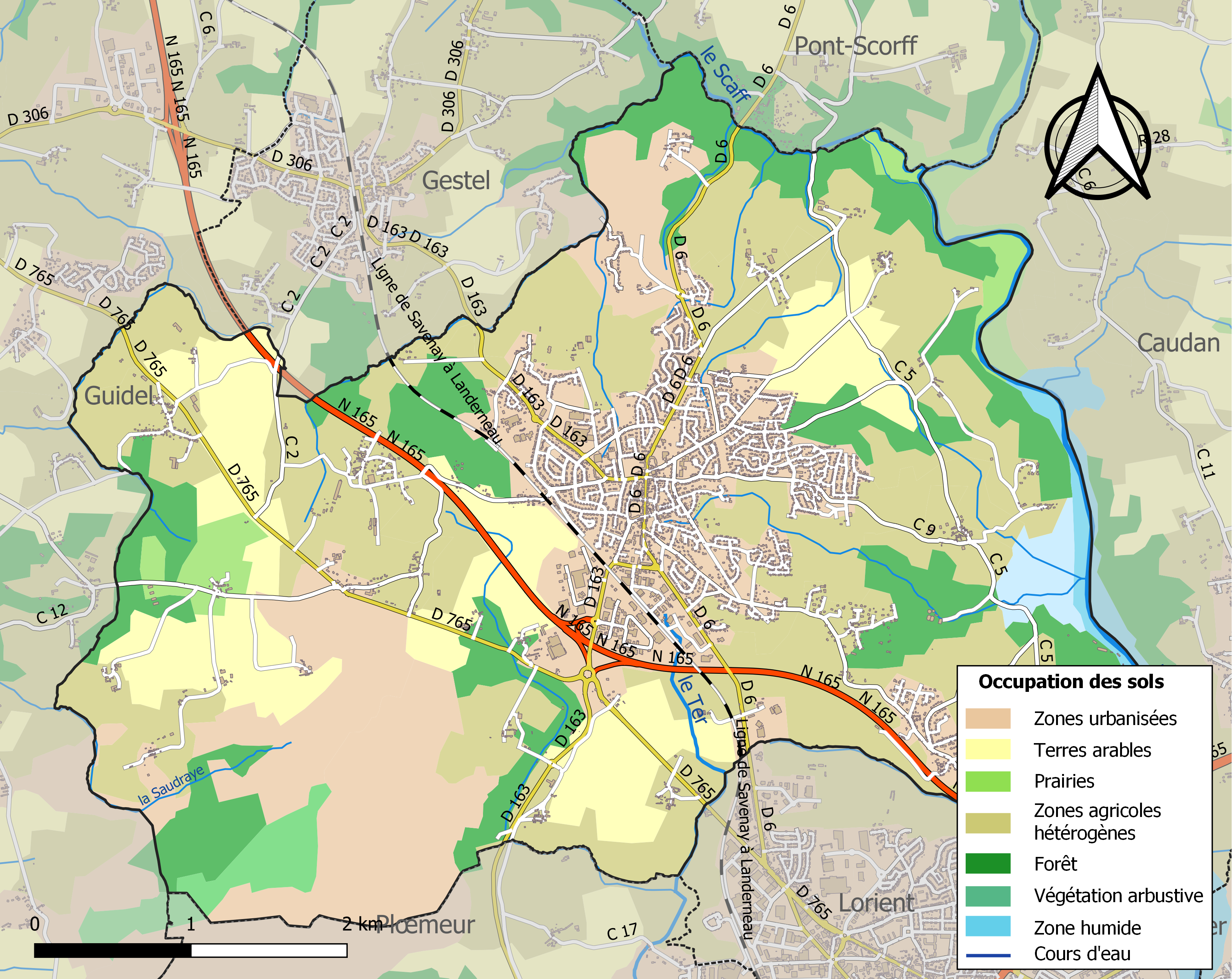
Kaart van de gemeente met de belangrijkste infrastructuur, bodemgebruik en omliggende gemeenten

## Demografie
Onderstaande figuur toont het verloop van het inwonertal (bron: INSEE-tellingen).